# Eye of the Tiger
Eye of the Tiger erschien 1982 als drittes Album von Survivor und war das erfolgreichste Album ihrer Karriere.

## Geschichte
Der große Durchbruch für Survivor kam 1982, als sie vom Schauspieler Sylvester Stallone gebeten wurden, den Titelsong für seinen Film Rocky III zu schreiben. Stallone hatte den Song Poor Man’s Son gehört und war auf der Suche nach einem Song mit einem ähnlichen Vibe. Die Band war damit einverstanden, ihm ein Lied zu schreiben und gab bald Eye of the Tiger frei. Der Song hatte eine enorme Auswirkung auf die US-Billboard-Charts, erreichte am 24. Juli 1982 Platz 1 und blieb dort insgesamt sechs Wochen auf dem Spitzenplatz und 25 Wochen in den Singles-Charts. Es toppte auch die britischen Charts. Der Song war sechs Wochen in den Top 40 und war Australiens Nummer 1 für vier Wochen. In der Bundesrepublik gelangte der Titel in die Top 20. Der Song gewann einen Grammy, wurde zum „Besten neuen Lied“ bei den Peoples Choice Awards gewählt und erhielt eine Academy-Award-Nominierung. Mit diesem Smash-Hit und dem weiteren Top-20-Hit American Heartbeat (# 17 US) kam das Album Eye of the Tiger auf Platz 2 der US-Albumcharts.

## Titel
1. Eye of the Tiger – 4:02
2. Feels Like Love – 4:08
3. Hesitation Dance – 3:51
4. The One That Really Matters – 3:31
5. I’m Not That Man Anymore – 4:47
6. Children of the Night – 4:45
7. Ever Since the World Began – 3:45
8. American Heartbeat – 4:09
9. Silver Girl – 4:52

## Andere Mitwirkende
- Daryl Dragon – Additional Keyboards
- Fergie Frederiksen – Additional Background Vocals